# Abraxas faceta
Abraxas faceta är en fjärilsart som beskrevs av Inoue 1987. Abraxas faceta ingår i släktet Abraxas och familjen mätare. Inga underarter finns listade i Catalogue of Life.